# 18. poljska artilerijska brigada (zračnoprevozna)
18. poljska artilerijska brigada (zračnoprevozna) (izvirno angleško 18th Field Artillery Brigade (Airborne)) je bila zračnoprevozna poljska artilerijska brigada Kopenske vojske Združenih držav Amerike.